# پائولا فرناندز
پائولا فرناندز (به پرتغالی: Paula Fernandes) (زاده ۲۸ اوت ۱۹۸۴) خوانندهٔ سبک کانتری پاپ و سرتانیا در کشور برزیل است. او خوانندگی را از ۸ سالگی آغاز کرد و دو سال بعد اولین آلبوم خود را منتشر کرد. فرناندز تاکنون ۴ آلبوم موسیقی دیگر منتشر کرده که آخرین آنها پائولا فرناندز-زنده (۲۰۱۱) در فهرست پرفروش‌ترین آلبوم‌های سال برزیل قرار گرفت.